# Liste d'aliments fumés

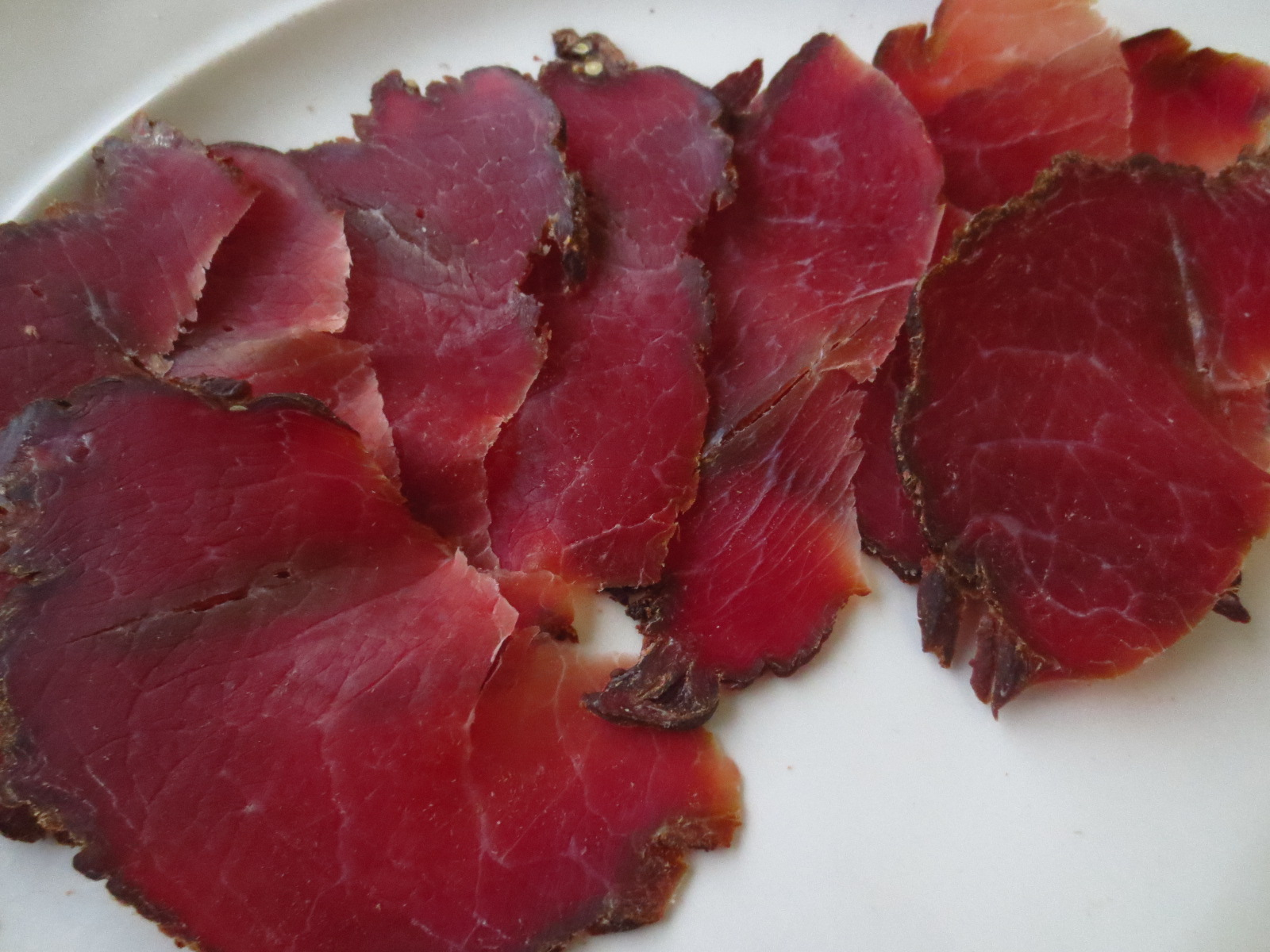
Brési.

De nombreux aliments consommés par l'homme sont conservés et aromatisés par fumage (le terme fumaison est également utilisé en français). 

## Viandes
- Brési (ressemble à la viande des Grisons et à la bresaola)
- Canard (magrets)
- Cecina
- Dinde
- Dutch loaf (États-Unis)
- Elenski but (Bulgarie)
- Jambon (différentes variétés, dont le jambon de la Forêt-Noire, le jambon de Njeguši, le jambon d'Ardenne…)
- Jerky (États-Unis)
- Lard (bacon) ou lardons
- Œuf
- Pastrami
- Poulet
- Saucisse (différentes variétés, dont l'andouille de Guémené ou l'andouille de Vire, le gendarme, la saucisse de Morteau ou la saucisse de Montbéliard, diots, saucisson sec, saucisson à l'ail).
- Smoked meat (Canada)
- Filet mignon

## Poissons
- Aiglefin (haddock)
- Anguille
- Hareng
- Mulet
- Sardine
- Saumon
- Thon
- Espadon
- Truite
- Liste de poissons et fruits de mer fumés ou séchés

## Fromages
- Bandel (Inde)
- Cheddar (Royaume-Uni)
- Gamonéu (Espagne)
- Gouda (Pays-Bas)
- Gruyère (Suisse)
- Metsovóne (Grèce)
- Mozzarella (mozzarella affumicata, Italie)
- Palmero (Espagne)
- Provolone (Italie)
- Riccota (Italie)
- Scamorza (scamorza affumicata, Italie)
- Raclette (France)

## Fruits et légumes
- Ail (différentes variétés dont l'ail fumé d'Arleux)
- Chipotle (piment fumé)
- Amandes grillées

## Boissons
- Thé lapsang souchong